# Kvantitativni odnos strukture i aktivnosti
Modeli kvantitativnog odnosa strukture i aktivnosti (engl. Quantitative structure–activity relationship) (QSAR modeli) su regresioni ili klasifikacioni modeli koji se koriste u hemijskim i biološkim naukama i inženjerstvu. Poput drugih regresionih modela, QSAR regresioni modeli povezuju set prediktivnih promenljivih (X) sa potentnošću, zavisnom promenljivom (Y). Klasifikacioni QSAR modeli definišu relaciju između prediktivnih promenljivih i kategorijske vrednosti zavisne promenljive. U QSAR modelima, prediktori se sastoje od fiziko-hemijskih svojstava ili teoretskih molekulskih parametara hemikalija, dok QSAR rensponsna promenljiva može da bude biološka aktivnost hemikalija. QSAR modeli sumiraju odnos između hemijskih struktura i biološke aktivnosti i omogućavaju predviđanje aktivnosti novih hemikalija. Srodan termin je kvantitativni odnos strukture i svojstva (QSPR), u kom slučaju je hemijska osobina zavisna promenljiva. Ukratko, QSAR i QSPR sadrže odnos između molekulskih parametara kojim se opisuju jedinstvena fiziko-hemijska svojstva seta jedinjenja u kontekstu njihovih bioloških aktivnosti ili hemijskih osobina.
Na primer, biološka aktivnost se može kvantitativno izraziti kao koncentracija supstance neophodna da se proizvede dati biološki respons. Dodatno, kad su fizikohemijska svojstva ili strukture numerički izražene, moguće je utvrditi matematičku relaciju, ili kvantitativni odnos strukture i aktivnost, između njih. Matematički izraz se, ako je pažljivo testiran, može zatim koristiti za predviđanje modelovanog responsa drugih hemijskih struktura, uz pažljivu proveru domena primenljivosti.
QSAR ima formu matematičkog modela:
- {\displaystyle \;{\text{Aktivnost}}=f({\text{fizikohemijska svojstva i/ili strukturna svojstva}})+{\text{Greška}}}

Greška sadrži grešku modela (bajas) i eksperimentalnu varijabilnost, drugim rečima, varijabilnost merenja nezavisnu od ispravnosti modela.

## Literatura
- Selassie CD (2003).  Abraham DJ, ур. Burger's medicinal Chemistry and Drug Discovery. 1 (6th изд.). New York: Wiley. стр. 1—48.

## Spoljašnje veze
- „The Cheminformatics and QSAR Society”. Приступљено 11. 5. 2009.
- „The 3D QSAR Server”. Приступљено 18. 6. 2011.
- „Nature Protocols: Development of QSAR models using C-QSAR program”. Nature Protocols. doi:10.1038/nprot.2007.125. Архивирано из оригинала 01. 05. 2007. г. Приступљено 11. 5. 2009. „A regression program that has dual databases of over 21,000 QSAR models”
- „QSAR World”. Архивирано из оригинала 25. 04. 2009. г. Приступљено 11. 5. 2009. „A comprehensive web resource for QSAR modelers”